# Mesostigmatophyceae
Mesostigma es un género de algas verdes con una única especie de agua dulce, es uno de los grupos basales para la mayoría de las algas verdes, ya que la ramificación de los otros, se produce cerca del punto de separación entre los de Streptophyta y el Chlorophyta, por lo que anteriormente fue considerada una prasinofita.
Mesostigma es el miembro más basal de las algas verdes Streptophyta. Otros autores han propuesto que Mesostigma está cerca de Chaetosphaeridium, pero otros han encontrado que Mesostigma está más estrechamente relacionado con Chlorokybus que con Chaetosphaeridium o Chara.